# ぶーげんびりあ
ぶーげんびりあ（BOUGAINVILLEA）は、日本カーフェリーが運航していたフェリー。

## 概要
ふぇにっくす、せんとぽーりあ、はいびすかすに続く第4船として日本鋼管清水造船所で建造され、1971年4月に川崎 - 日向航路に就航した。
1974年3月、高千穂丸、美々津丸の就航により係船された。
1976年にアルジェリアのアルジェリア国営海運会社（CNAN）に売却され、ZERALDAとなった。
2005年にホンジュラスのCleopatra Navigationに売却され、CLEOPATRA MOONとなった。

## 設計
4隻が建造されたふぇにっくす型の4番船である。三菱重工業神戸造船所と日本鋼管清水造船所で2隻ずつ建造されたが、本船は日本鋼管の2番船として建造された。